# Giovanni Zebellana

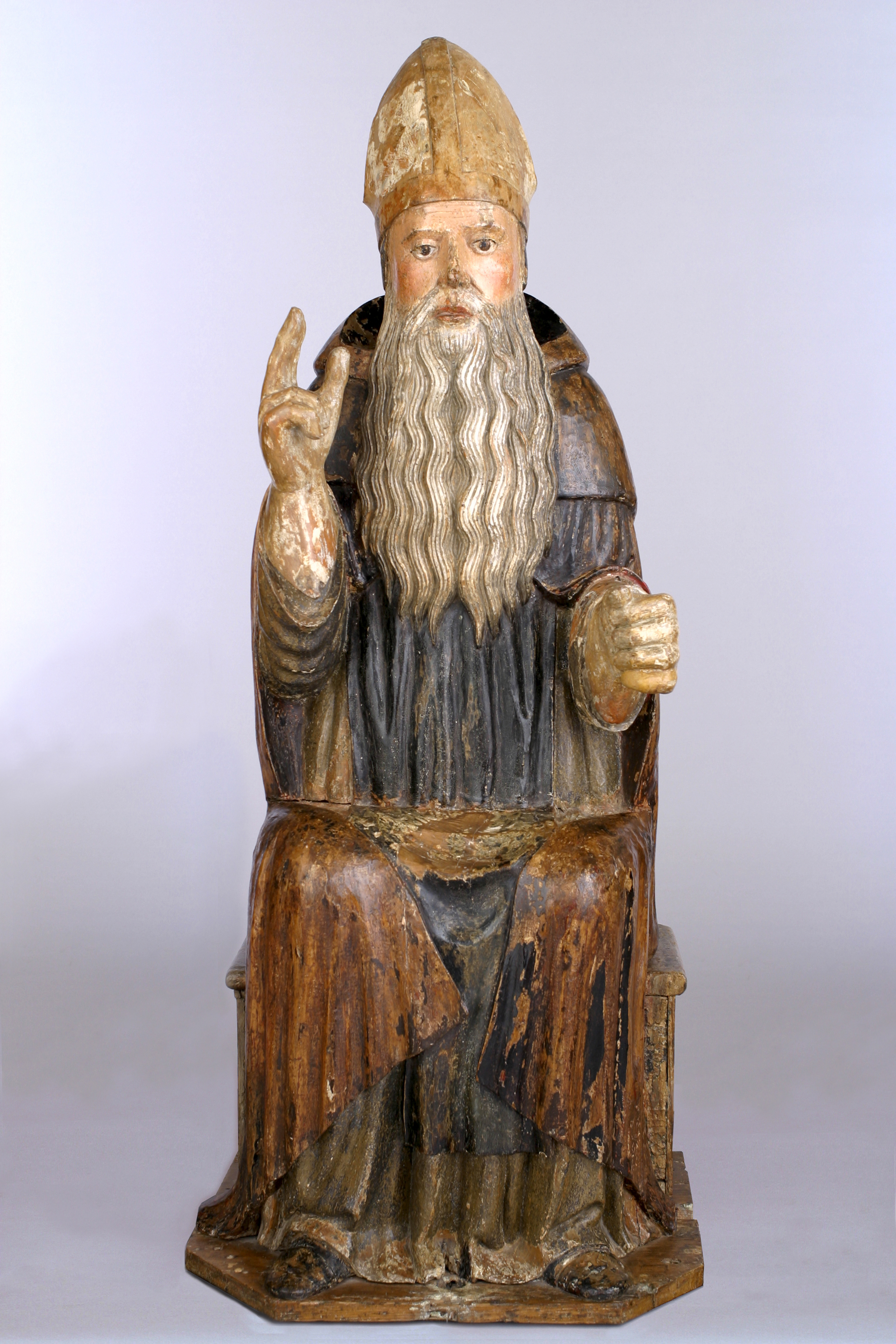
Giovanni Zebellana (e Antonio Giolfino?), Sant'Antonio Abate, legno policromo - 128 cm, collezione privata, Mantova

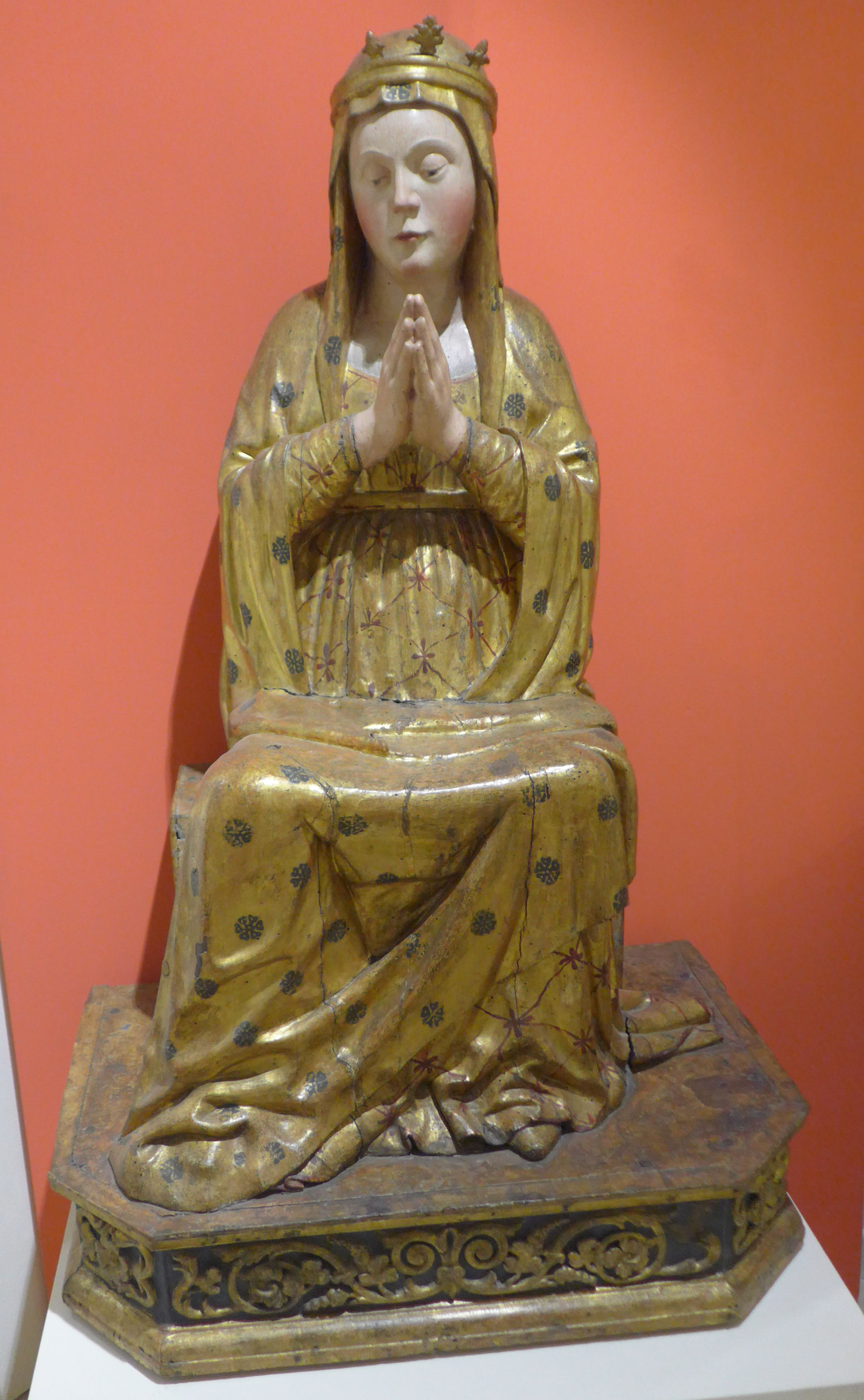
Giovanni Zebellana, Madonna in trono, MAST Castel Goffredo, 1485-1505.

Giovanni Zebellana (Verona, 1457 – Verona, 1504) è stato uno scultore e intagliatore italiano.

## Biografia
Dall'anagrafe del 1485 risulta che a quella data aveva 28 anni, dunque doveva essere nato nel 1457. Suo padre viene identificato come “nauta”, barcaiolo dell'Adige: ciò fa supporre una probabile conoscenza delle caratteristiche del legname già dalla sua infanzia.
Dal suo testamento, redatto nel 1504, sappiamo che aveva un figlio adottivo, Pietro “da Montagna”.

## L'opera
Non abbiamo alcuna documentazione sull'esistenza di una sua bottega in città (l'unica bottega di intaglio documentata in Verona è quella di Bartolomeo Giolfino). Tutte le sue opere riconosciute vennero realizzate nell'arco di una quindicina d'anni, tra il 1485 e il 1502, anno di datazione della Deposizione di Cristo nel Sepolcro della chiesa di Santa Toscana. Un'altra sua opera è conservata nel santuario della Madonna delle Grazie ad Arco ed è la Madonna con il Bambino giacente tra due Angeli portacero del 1478.
Influenzarono la sua opera Andrea Mantegna (la cui Pala di San Zeno era giunta a Verona nel 1459), Piero della Francesca (grazie al tramite di Francesco Benaglio), Francesco Morone: quest'ultimo figura come testimone alla redazione del testamento dello Zebellana, confermando la vicinanza dei due artisti.

## Opere
- Madonna con Bambino, del Castello Sforzesco di Milano.
- San Giacomo Maggiore, del Museo di Castelvecchio di Verona.
- Sant'Anna Metterza, del Museo di Castelvecchio di Verona.
- Compianto su Cristo morto, della chiesa di Santa Toscana.
- Madonna in trono, del MAST Castel Goffredo - museo della città di Castel Goffredo (Mn).[3][4]

## Galleria d'immagini

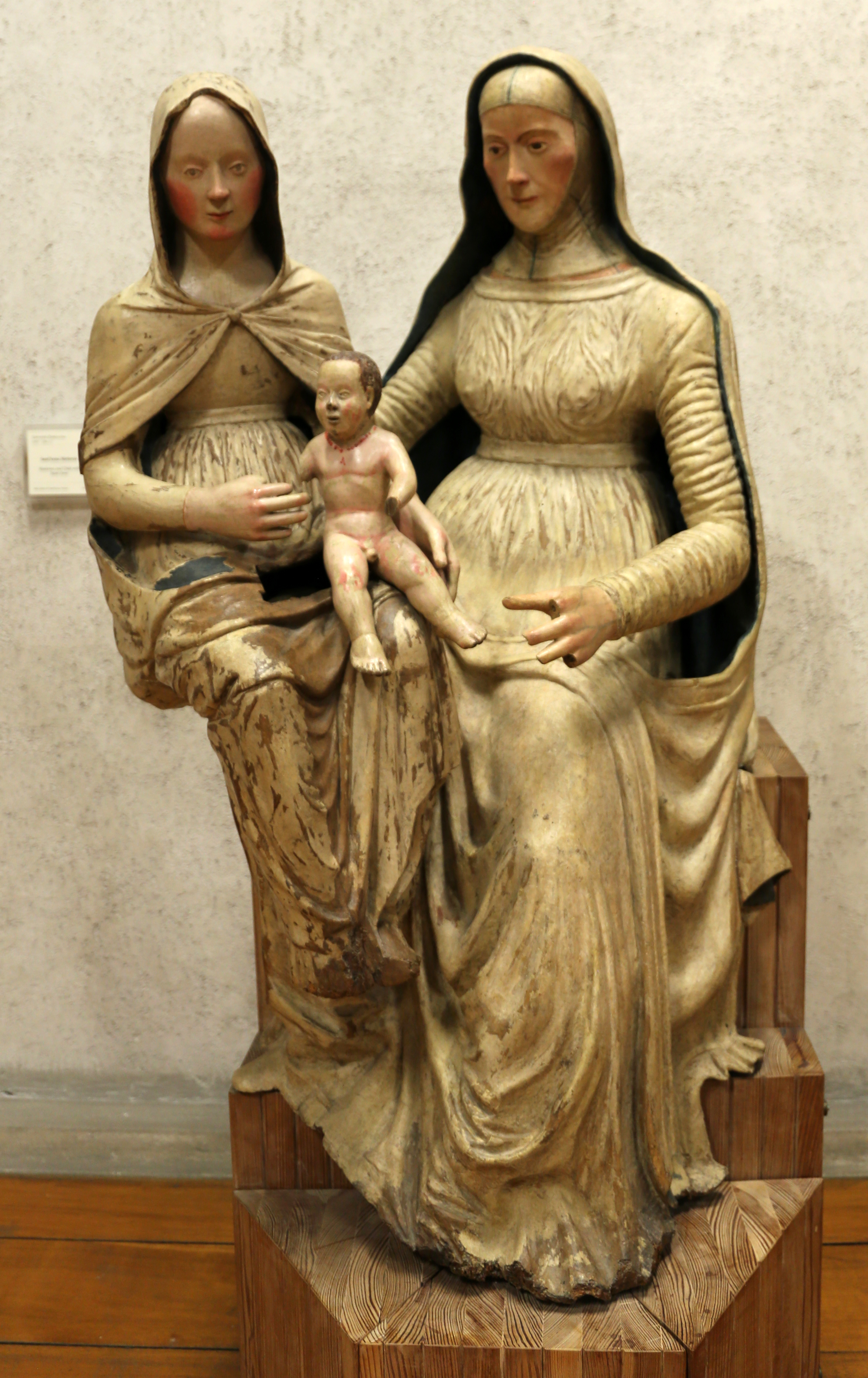
Sant'Anna Metterza
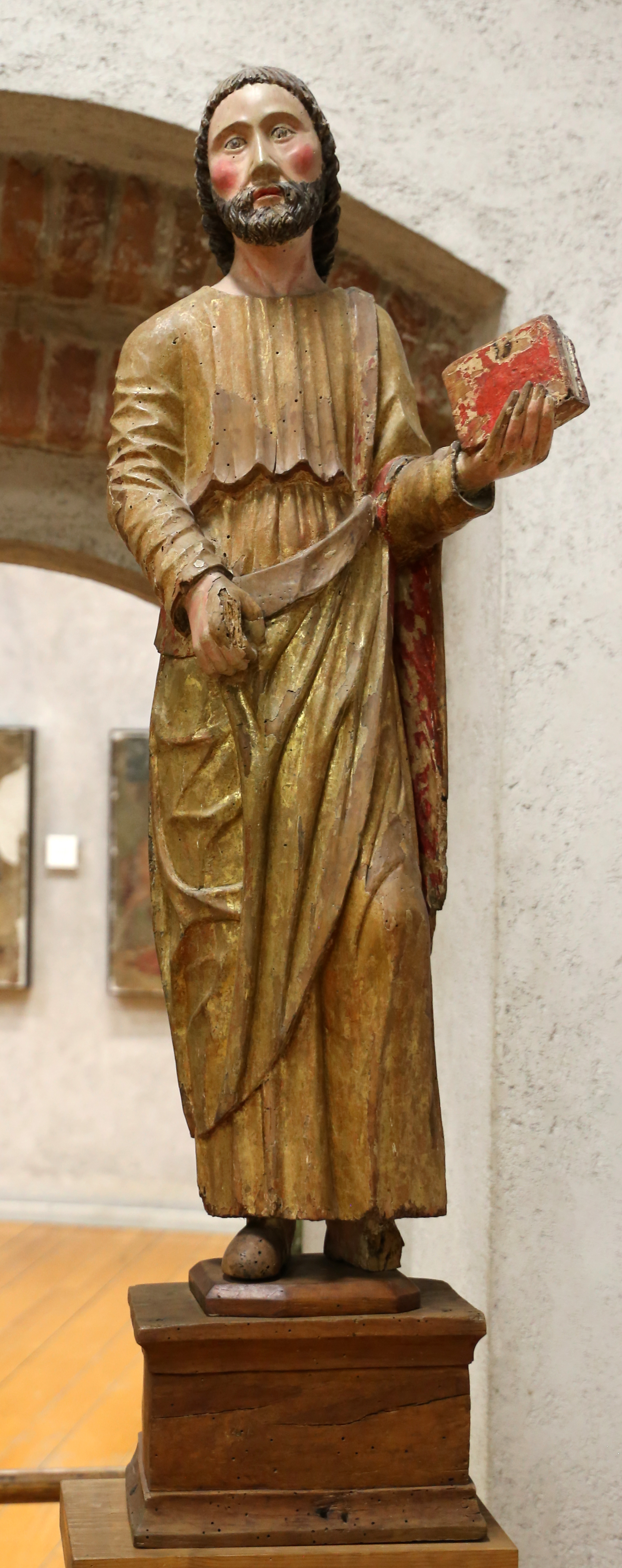
San Giacomo Maggiore
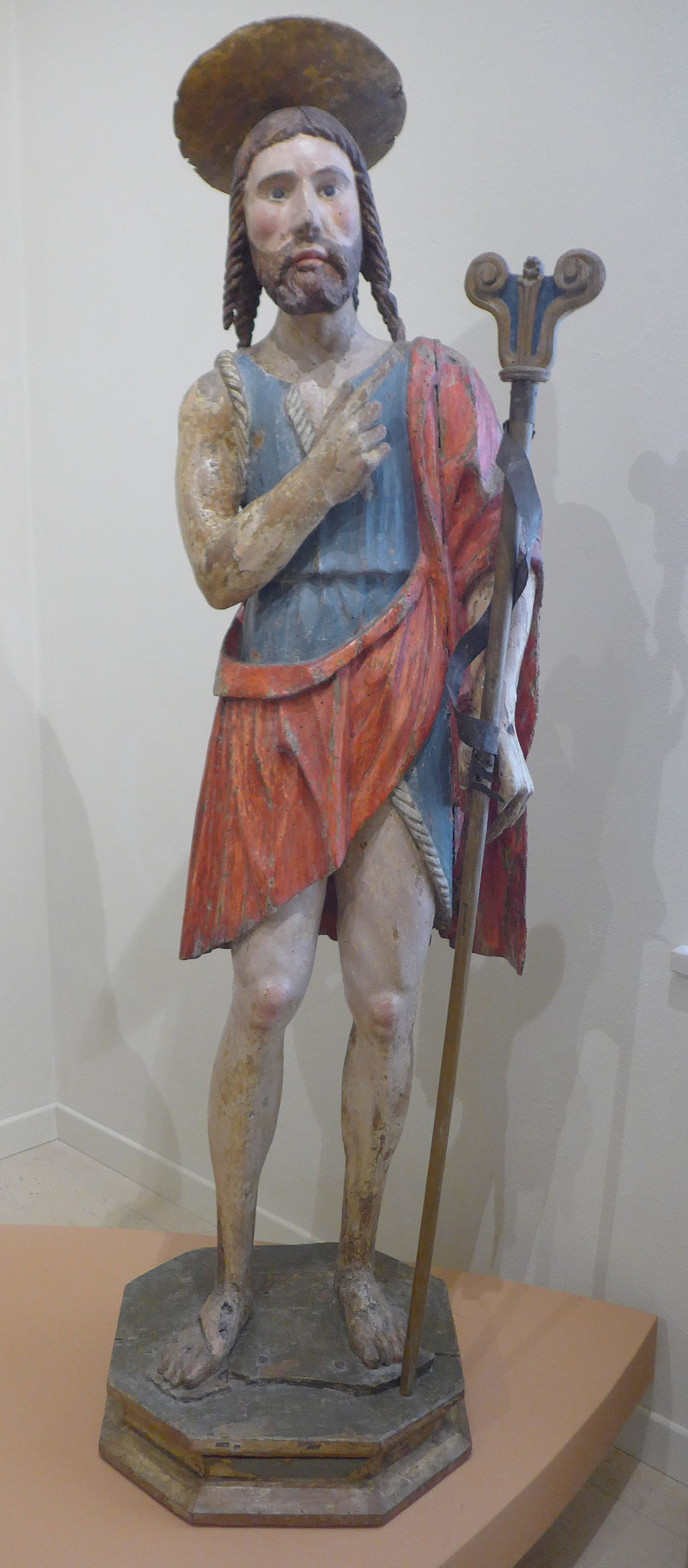
San Giovanni Battista